# بائع السحلب (لوحة)
بائع السحلب هي لوحة رسمها المستشرق النمساوي لودفيغ دوتيش.

## الخلفية
ذهب لودفيغ إلى مدينة القاهرة وكان يرسم اللوحات على الورق، ومن ثم يقوم برسمها لاحقاً في محترفه في باريس بأسلوب واقعي دقيق. كثير من النقاد أجزموا بأنه كان يعتمد ولو جزئياً على الصور الفوتوغرافية، إذ أن هذا الالتزام برسم أصغر التفاصيل بدقة شديدة لم يكن مألوفاً عند معاصريه.

## وصف اللوحة
تظهر اللوحة بائع يقوم ببيع وتوزيع السحلب في أحد أحياء القاهرة